# Список крепостей Албании
В данной статье перечислены основные замки и крепости Албании. Всего в стране насчитывается 158 замков и укреплений, получивших статус памятника культурного наследия.
| Название                                                            | Местоположение                             | Изображение | Состояние   | Высота | Дата постройки     | Примечания |
| ------------------------------------------------------------------- | ------------------------------------------ | ----------- | ----------- | ------ | ------------------ | --- |
| Крепость Круя (алб. Kalaja e Krujës)                                | Круя 41°30′25″ с. ш. 19°47′38″ в. д.       |             | сохранилась | 557 м  | 1190, 1982         | Центр восстания Скандербега против Османской империи. |
| Крепость Гирокастра (алб. Kalaja e Gjirokastrës)                    | Гирокастра 40°04′26″ с. ш. 20°08′27″ в. д. |             | сохранилась | 336 м  | XII в., 1812       | Возвышается над городом Гирокастра, возведена для защиты стратегически важного маршрута вдоль речной долины.                                                                                              |
| Крепость Берат (алб. Kalaja e Beratit)                              | Берат 40°42′31″ с. ш. 19°56′45″ в. д.      |             | сохранилась | 214 м  | XIII в.            | Построена на скалистом холме на левом берегу реки Осуми с видом на город Берат. |
| Крепость Розафа (алб. Kalaja e Rozafës)                             | Шкодер 42°02′47″ с. ш. 19°29′37″ в. д.     |             | руины       | 130 м  | III—IV в. до н. э. | Расположена на вершине холма и окружён реками Буна и Дрин. Была иллирийской крепостью, пока римляне не захватили её в 167 г. до н. э.                                                                     |
| Крепость Али-паши (алб. Kalaja e Ali Pashës)                        | Бутринти 39°44′30″ с. ш. 19°59′33″ в. д.   |             | сохранилась | 30 м   | 1808               | Находится примерно в 2,4 км к западу в устье канала Вивари. Возведена, чтобы предотвратить продвижение французских войск с Корфу.                                                                         |
| Крепость Баштова (алб. Kalaja e Bashtovës)                          | Вила-Балай 41°02′49″ с. ш. 19°29′47″ в. д. |             | руины       | 0,2 м  | XV в.              | Расположена недалеко от места впадения реки Шкумбини в Адриатическое море в Центральной Албании. Входит в предварительный список объектов всемирного наследия ЮНЕСКО.                                     |
| Форт Порто-Палермо (алб. Kalaja e Porto Palermos)                   | Химара 40°03′44″ с. ш. 19°47′27″ в. д.     |             | сохранился  | 113 м  | XV в.              | Треугольная крепость расположена в закрытой бухте Порто-Палермо, в нескольких километрах к югу от Химары.                                                                                                 |
| Крепость Родони (алб. Kalaja e Rodonit)                             | Родони 41°35′09″ с. ш. 19°26′53″ в. д.     |             | руины       | 1 м    | 1452, 1500         | Согласно Марину Барлети, разрушена османскими войсками в 1467 году. В 1500 году восстановлена Венецианской республикой.                                                                                   |
| Крепость Эльбасан (алб. Kalaja e Elbasanit)                         | Эльбасан 41°06′47″ с. ш. 20°04′54″ в. д.   |             | руины       | 133 м  | XV в.              | В прямоугольной крепости находится 12 памятников культурного наследия. |
| Крепость Тепелена (алб. Kalaja e Tepelenës)                         | Тепелена 40°17′57″ с. ш. 20°01′17″ в. д.   |             | руины       | 190 м  | 1819               | Стены крепости не образуют обычный геометрический узор. Когда-то служила второй резиденцией Али-паши Тепеленского.                                                                                        |
| Крепость Лежа (алб. Kalaja e Lezhës)                                | Лежа 41°47′01″ с. ш. 19°39′00″ в. д.       |             | руины       | 322 м  | IX в.              | Массивная крепость построено на руинах древнего Акролиса (Лиссуса). Сожжена дважды в 1478 и 1503 годах местными жителями, которые пытались помешать вторгшимся османам превратить её в свою военную базу. |
| Дурресский замок (алб. Kalaja e Durrësit)                           | Дуррес 41°18′38″ с. ш. 19°26′46″ в. д.     |             | сохранился  | 3,3 м  | V в.               | Построен византийским императором Анастасием I (годы правления 491—518), родившимся в Диррахии (Дурресе).                                                                                                 |
| Крепость Петрела (алб. Kalaja e Petrelës)                           | Петрела 41°15′17″ с. ш. 19°51′15″ в. д.    |             | сохранилась | 329 м  | VI в.              | Расположена на скалистом холме, над одноимённой деревней; имеет треугольную форму и две смотровые башни.                                                                                                  |
| Крепость Преза (алб. Kalaja e Prezës)                               | Преза 41°25′53″ с. ш. 19°40′20″ в. д.      |             | сохранилась | 253 м  | 550-е              | Расположен на вершине холма в деревне Презе; когда-то принадлежал феодальной семье Топия, правившей в регионе.                                                                                            |
| Крепость Лекуреси (алб. Kalaja e Lëkurësit)                         | Саранда 39°51′57″ с. ш. 20°01′33″ в. д.    |             | руины       | 246 м  | 1537               | Построена султаном Сулейманом Великолепным, который атаковал Корфу и нуждался в контроле над гаванью Саранды и дорогой, соединявшей её с Бутринти.                                                        |
| Крепость Либохова (алб. Kalaja e Libohovës)                         | Либохова 40°01′53″ с. ш. 20°15′56″ в. д.   |             | сохранилась | 455 м  | 1798               | Подарена Али-пашой Тепеленским своей сестре Шанише, родившейся в Либохове. |
| Крепость Ишми (алб. Kalaja e Ishmit)                                | Дуррес 41°32′21″ с. ш. 19°35′44″ в. д.     |             | руины       | 204 м  | 1574               | Расположена недалеко от реки Ишми; построена османами для прекращения крестьянских восстаний. |
| Крепость Дельвина (алб. Kalaja e Delvinës)                          | Дельвина 39°56′49″ с. ш. 20°05′27″ в. д.   |             | руины       | 221 м  | XIV в.             | Имеет форму эллипса, крепостные стены окружают крутой скалистый холм длиной ок. 60 м и шириной 30 м. Играла стратегическую роль в защите бассейна Дельвины и области Резомы для прохода в долину Дрино.   |
| Крепость Борши (алб. Kalaja e Borshit)                              | Борши 40°04′12″ с. ш. 19°51′22″ в. д.      |             | руины       | 287 м  | IV в. до н. э.     | Исторически известна как Сопотская крепость по названию холма, на котором расположена. Сильно повреждена во время нашествий варваров в V и VI вв.; перестроена и переименована в Средние века.            |
| Крепость Канина (алб. Kalaja e Kaninës)                             | Канина 40°26′40″ с. ш. 19°31′17″ в. д.     |             | руины       | 325 м  | VI в.              | В XIII и XIV вв. была сильным военным центром. Позднее перестроена Сулейманом Великолепным в 1530 году, а затем албанскими феодалами Влёры в XVII и XIX веках.                                            |
| Венецианский замок на акрополе (алб. Kalaja Venedikase e Akropolit) | Бутринти 39°44′46″ с. ш. 20°01′12″ в. д.   |             | сохранился  | 253 м  | XIV в.             | В 1386 году венецианцы выкупили у герцога Анжуйского земли вокруг Бутринти. Возведён на самой высокой точке полуострова.                                                                                  |